# ブルガリア社会党
ブルガリア社会党（ブルガリアしゃかいとう、ブルガリア語: Българска социалистическа партия、英語: Bulgarian Socialist Party）は、ブルガリアの政党。旧ブルガリア共産党の後継政党として、社会民主主義を標榜している。社会主義インターナショナル加盟政党。

## 沿革
1989年の東欧革命の流れを受け、マルクス・レーニン主義の放棄を決定したブルガリア共産党が1990年4月、党名を改称して発足した。
改名直後に行われた憲法制定議会選挙（400議席）では、旧共産党時代に培った組織力を活かす選挙戦を展開した結果、211議席を獲得して過半数を制し、当時の東欧圏における旧・共産系政党では唯一政権を維持することに成功した。しかし、憲法制定後に行われた1991年の議会選挙（200議席）では民主勢力同盟が第一党となり、政権を失った。2001年の議会選挙以降は、ブルガリア社会民主党など他の中道左派政党と政党連合「ブルガリアのための連合」を結成して選挙に臨んでいる。

## 最高評議会議長(党首)一覧
- アレクサンドル・リロフ（1990年 - 1991年）
- ジャン・ヴィデノフ（1991年 - 1996年）
- ゲオルギ・パルヴァノフ（1996年 - 2001年）
- セルゲイ・スタニシェフ（2001年 - 2014年）
- ミハイル・ミコフ（2014年 - 2016年）
- コルネーリア・ニノワ（2016年 - ）